# FCW 15 Championship
El FCW 15 Championship o Campeonato P15 de la FCW fue un campeonato de lucha libre profesional defendido en la Florida Championship Wrestling, territorio de desarrollo de la WWE. Este título era defendido exclusivamente en 15 Minutes Iron man match.

## Historia
Para coronar al primer campeón, se celebró un torneo llamado el FCW 15 Jack Brisco Classic Tournament, donde el ganador obtendría el título. La final se celebró el 13 de enero de 2011, donde Seth Rollins derrotó a Hunico. El 14 de agosto de 2012 el título quedó desactivado, ya que la Florida Championship Wrestling se volvió la NXT Wrestling. Su último campeón Brad Maddox

## Lista de campeones
| Luchador:        | Reinado N°: | Derrotó a:                                                              | Fecha:                   | Lugar:         |
| ---------------- | ----------- | ----------------------------------------------------------------------- | ------------------------ | -------------- |
| Seth Rollins     | 1           | Hunico                                                                  | 13 de enero de 2011      | Tampa, Florida |
| Damien Sandow    | 1           | Seth Rollins                                                            | 22 de septiembre de 2011 | Tampa, Florida |
| Richie Steamboat | 1           | Damien Sandow                                                           | 12 de enero de 2012      | Tampa, Florida |
| Brad Maddox      | 1           | Richie Steamboat                                                        | 21 de junio de 2012      | Tampa, Florida |
| Desactivado      | N/A         | Debido a que Florida Championship Wrestling, se volvió la NXT Wrestling | 14 de agosto de 2012     | Tampa, Florida |

## Reinados más largos
| Luchador         | Días | Fecha en que ganó        | Fecha en que perdió      | Notas                          |
| ---------------- | ---- | ------------------------ | ------------------------ | ------------------------------ |
| Seth Rollins     | 252  | 13 de enero de 2011      | 22 de septiembre de 2011 | Primer campeón de la historia. |
| Richie Steamboat | 160  | 12 de enero de 2012      | 21 de junio de 2012      | Su primer reinado              |
| Damien Sandow    | 112  | 22 de septiembre de 2011 | 12 de enero de 2012      | Su primer reinado              |
| Brad Maddox      | 60   | 21 de junio de 2012      | 14 de agosto de 2012     | Su primer reinado              |

## Datos interesantes
- Reinado más largo: Seth Rollins, 252 días.
- Reinado más corto: Brad Maddox, 60 días.
- Campeón más pesado: Damien Sandow, 252 libras (114 kg).
- Campeón más liviano: Brad Maddox, 204 libras (93 kg).
- Campeón más viejo: Damien Sandow, 29 años.
- Campeón más joven: Richie Steamboat, 24 años.